# Grups de regions d'Itàlia

NUTS 1 a Itàlia.

Itàlia es divideix tradicionalment en 5 grans àrees geopolítiques, sense rellevància administrativa i només estadística.

## Antecedents
Geogràficament el territori italià es divideix en tres parts, una àrea  continental  (al nord), una àrea  peninsular  i les  illes . En el cas de les illes, tot i ser ambdues (Sardenya i Sicília) completament diferents se les tendeix a agrupar, per aquest fet geogràfic, en el que s'anomena la Itàlia insular.
El cas de les altres 4 grans àrees correspon a la situació abans de la unificació en la segona meitat del segle xix. Itàlia meridional correspon a la part de la península que formava part del Regne de les Dues Sicílies (sense Sicília) i Itàlia nord-occidental correspon als regnes de Piemont-Sardenya (sense l'illa) i Llombardia.
La Itàlia nord-oriental correspon a la resta de l'àrea continental, al nord dels Apenins, tenint com a centre el Vèneto i incloent els territoris que van ser part de l'Imperi Austrohongarès, finalment la Itàlia central correspon aproximadament a allò que en aquell moment eren els Estats Pontificis, a més de la Toscana i la República Romana.

## ISTAT
L'Institut Nacional d'Estadística italià (Istituto Nazionale di Statistica) utilitza les següents divisions (ripartizioni) geogràfiques al cens.
| Nom (Ripartizione)                 | Regions corresponents                                                |
| ---------------------------------- | -------------------------------------------------------------------- |
| Nord Occidental (Nord Occidentale) | Ligúria, Llombardia, Piemont i Vall d'Aosta                          |
| Nord Oriental (Nord Orientale)     | Emília-Romanya, Friül-Venècia Júlia, Trentino-Tirol del Sud i Vèneto |
| Central (Centrale)                 | Laci, Marques, Toscana i Úmbria                                      |
| Meridional (Meridionale)           | Abruços, Basilicata, Calàbria, Campània, Molise i Pulla              |
| Insular (Insulare)                 | Sardenya i Sicília                                                   |

## NUTS
A Itàlia les àrees de nivell 1 del NUTS, no corresponen a entitats administratives, sinó que es tracta de subdivisions merament estadístiques  equivalents  a les usades pel ISTAT però amb diferent nom.  NUTS  és la nomenclatura estadística de la Unió Europea (Eurostat).
| Nom (Italiano)         | Codi | Regions corresponents                                                |
| ---------------------- | ---- | -------------------------------------------------------------------- |
| Nord-oest (Nord-Ovest) | ITC  | Ligúria, Llombardia, Piemont i Vall d'Aosta                          |
| Nord-est (Nord-Est)    | ITD  | Emília-Romanya, Friül-Venècia Júlia, Trentino-Tirol del Sud i Vèneto |
| Centre (Centro)        | ITE  | Laci, Marques, Toscana i Úmbria                                      |
| Sud (Sud)              | ITF  | Abruços, Basilicata, Calàbria, Campània, Molise i Pulla              |
| Illes (Isole)          | ITG  | Sardenya i Sicília                                                   |

## Circoscrizione
Es pot referir a dues unitats administratives diferents d'Itàlia.
- L'una es refereix a un districte electoral de la mida d'una província o regió depenent del tipus d'elecció. Per les eleccions al Senat, hi ha 20 circoscrizioni, tantes con regions. Per les eleccions a la Cambra de Diputats, algunes de les regions es parteixen en dos per fer-ne 26 circoscrizioni. Per a eleccions al Parlament Europeu, Itàlia es parteix en 5 circoscrizioni, ajuntant 4-5 regions.

- L'altra és una subdivisió del municipi (comune) aproximadament equivalent al Arrondissements de París o el Borough de Londres.

Els consells de districte van començar a aparèixer en els anys 1960, però la circoscrizione va ser formalment reconegut el 1976, i els seus poders es van estendre el 1990. El 2000 van ser obligatoris en ciutats amb poblacions de més de 250.000 habitants, i opcionals en ciutats de més de 100,000 persones, per una llei per fomentar la descentralització a les ciutats grans. Cada circoscrizione ha de tenir com a mínim 30.000 residents, i correspon a divisions històriques d'una ciutat, i pot contenir diverses frazioni o quartieri.

## Altres divisions
En altres divisions usades Abruços és part del centre. I a la macroregió del Mezzogiorno s'inclou a més de la Itàlia meridional les grans illes.